# Цыганкасы
Цыганкасы́ (чув. Чиканкасси) — деревня, ранее входила в Чебоксарский район Чувашии.
Ликвидирована в связи со строительством Чебоксарской ГЭС. С 1962 года в составе Новочебоксарска (улица Цыганкасинская), сейчас — северо-восточная окраина города — дачные участки в районе здания ГЭС. Деревня исключена из списка населённых мест 18 декабря 1975 года.

## География
Деревня возникла в лесу, на крутом (правом) берегу Волги:475.

## Название
Краевед Дубанов И.С. со ссылкой на исследование Павлова Л.П. и Станьяла В.П. «Сторона моя чебоксарская» отмечает:

Можно предположить, что название возникло в честь (или по воле) человека непостоянного места жительства или от наименования селения цыган.— Дубанов И.С.:475

## История
В архивных документах деревня Цыганкасы упоминается в середине XIX века. Под названием «Цыганъ-касы» отмечена на карте Стрельбицкого 1871 года.

В «Списке селений Казанской губернии» 1897 — Цыган касы, д.ч., 113 чел., Чебоксарский уезд, Чебоксарская волость:475.

На 1899 год прихожане деревни были приписаны к Сретенской церкви села Чемурша, к 1907 году в деревне Цыган-касы Чебоксарской волости Чебоксарского уезда проживало 115 чуваш «обоего пола», на 1912 год деревня Цыган-кассы входила в состав Чебоксарской волости Чебоксарского уезда Казанской губернии.
До включения в Новочебоксарск деревня состояла из 42 дворов, которые на данный момент остаются обрабатываемыми. Бывшая деревня представляет собой дачный посёлок. Деревня находится недалеко от санатория «Надежда».

## Память
- Улица Цыганкасинская в черте современного Новочебоксарска[10].
- «Фонтан памяти» в честь 13 деревень, вошедших в состав Новочебоксарска, расположен у входа в храм равноапостольного князя Владимира на Соборной площади Новочебоксарска. На гранях фонтана — названия 13 деревень, на месте которых основан современный Новочебоксарск: Анаткасы, Арманкасы, Банново, Ельниково-Изеево, Ельниково-Тохтарово, Иваново, Ольдеево, Пустынкасы, Тенеккасы, Тоскинеево, Цыганкасы, Чёдино, Яндашево. Памятник воздвигнут по инициативе президента Чувашии Николая Федорова, уроженца деревни Чёдино. Автор проекта — архитектор Н. Рожкова. Открытие состоялось 31 октября 2003 года[11]

## Прочее
- По преданиям, погиб в бою в 1671 (1672) и похоронен на холме в окрестностях Цыганкасов Искеев Байдул, предводитель отряда чувашских крестьян-повстанцев в ходе восстания Степана Разина[3]. Холм местное население назвало Байдуловым[3], Байдулом (чув. Пайтул сăрчĕ)[4]:49.